# سارة تيزدايل
سارة تيسديل (بالإنجليزية: Sara Teasdale)‏ (1884 - 1933 م) هي شاعرة أمريكية.
عرفت بقصائدها الغنائية البسيطة الكلاسيكية. لم توفق في حياتها الزوجية فانتحرت.
حياتها:
ولدتْ «سارة تريفور تيسديل » في مدينة سان لويس – ولاية ميزوري يوم 8 آب 1884 ، وفي تلك السنوات كانت سان لويس تشهد ازدهاراً اقتصادياً وثقافياً، يعود جزءٌ منه إلى تنوّعها السكاني، حيث ضمّت مواطنين قادمين من الولايات الشرقية، معظمهم من أصول بيوريتانية Puritan، مع مهاجرين جُدد قادمين من ألمانيا، كان لهم أثرٌ في ازدهار الفنون والموسيقى. ففي عام 1884 كان في المدينة جامعتان وكلية للفنون ومتحف، بالإضافة إلى عديدٍ من المسارح التي استضافتْ عروضاً لأهمّ الممثلين والموسيقيين في العالم آنذاك. جاءت عائلة تيسديل من ولاية نيو إنغلاند الواقعة في الشمال الشرقي للولايات المتحدة، وتتحدّر العائلة من قسّ إنكليزي كان معارضاً للكنيسة المعمدانية الإنجيلية Babtist، فهاجر إلى الولايات المتحدة عام 1792 . جدُّ سارة كان قسّاً أيضاً، وهو من نقل العائلة إلى سان لويس عام 1854 ، أما والدها «جون وارن تيسديل » فكان رجل أعمال ناجح. وبالنظر إلى أسلافها من جهة والدتها نجد «ماري إليزابيث ويلارد » إحدى مؤسسي مدينة كونكورد – ولاية ماساتشوستس، وكان من أنسبائها أيضاً رئيسان لجامعة هارفارد. وخلال حياتها، كانت سارة تعترف بما أضفتْه أصولُها البيوريتانية من مظهرٍ طُهراني على شخصيتها، وصراعه الدائم مع جوهرها الشعري اللاديني. عاشت تيسديل طوال طفولتها في البيت، نظراً لضعف صحتها، وبدأتْ تعليمها الرسمي في التاسعة من عمرها، في مدرسةٍ خاصة مجاورة للبيت، ثم تخرجتْ من ثانوية البنات في الثامنة عشرة. وفي عام 1903 أصبحت صديقةً للفنانة والمفكّرة الشابة «وليامينا باريش Williamina Parrish، حيث أسّستْ معها ومع مجموعة من الشاباتِ نادياً ثقافياً أسموه «الخزّافون Potter»، ولمدة عامين كانت الفتياتُ يُصدرن مجلةً ثقافية حملتْ اسم «دولاب الخزّاف The Potter’s Wheel » (. وقد كانت الشاباتُ متأثّراتٍ بحركةِ ما قبل الرافائيلية Pre-Raphaelite وخصوصاً بالشاعرة «كريستينا روزيتي Christina Rossetti، ومعجباتٍ بالشاعرة الإغريقية «سافو» Sappho، وبالممثلة الإيطالية المعاصرة لهنّ «إلونورا دوز Eleonora Duse».
في عام 1905 سافرت تيسديل مع والدتها في رحلةٍ لزيارة أوروبا والأراضي المقدّسة، وأصيبتْ بالإحباط لما رأته من فقرٍ وتخلّفٍ في فلسطين آنذاك، لكنها أحبّتْ إشبيلية الإسبانية وباريس الفرنسية، ثم لندن التي زارتْ فيها منزل الشاعر «ألغيرنون سوينبرن Algernon Swinburne» والشاعرة «إليزابيث براونينغ Elizabeth Browning» الجمال الذي رأته تيسديل خلال زيارتها لأوروبا، أصبح موضوعاً رئيسياً للعديد من قصائدها. في عام 1906 ، لفتتْ مجلّة «دولاب الخزّاف » انتباهَ «وليم ريدي William Reedy » وهو صاحب جريدة أسبوعية مخصّصة لأدب الشباب، فبدأ بنشر قصائد تيسديل فيها، مما رفعَ إحساسها بالمسؤولية ع تكتب، ولفتَ انتباهها إلى قراءة النقد الأدبي. وفي العام التالي نشرتْ تيسديل ديوانها الأول «سونيتات إلى دوز».

## روابط خارجية
- سارة تيزدايل على موقع الموسوعة البريطانية (الإنجليزية)
- سارة تيزدايل على موقع ميوزك برينز (الإنجليزية)
- سارة تيزدايل على موقع إن إن دي بي (الإنجليزية)
- سارة تيزدايل على موقع ديسكوغز (الإنجليزية)